# Гері Гордон

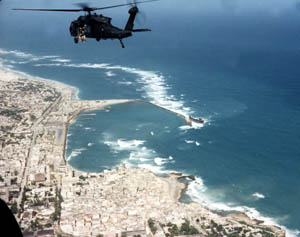
Вертоліт MH-60 «Блек Хок» (позивний «Супер-64») над узбережжям Сомалі, один з двох, що були збиті 3 жовтня

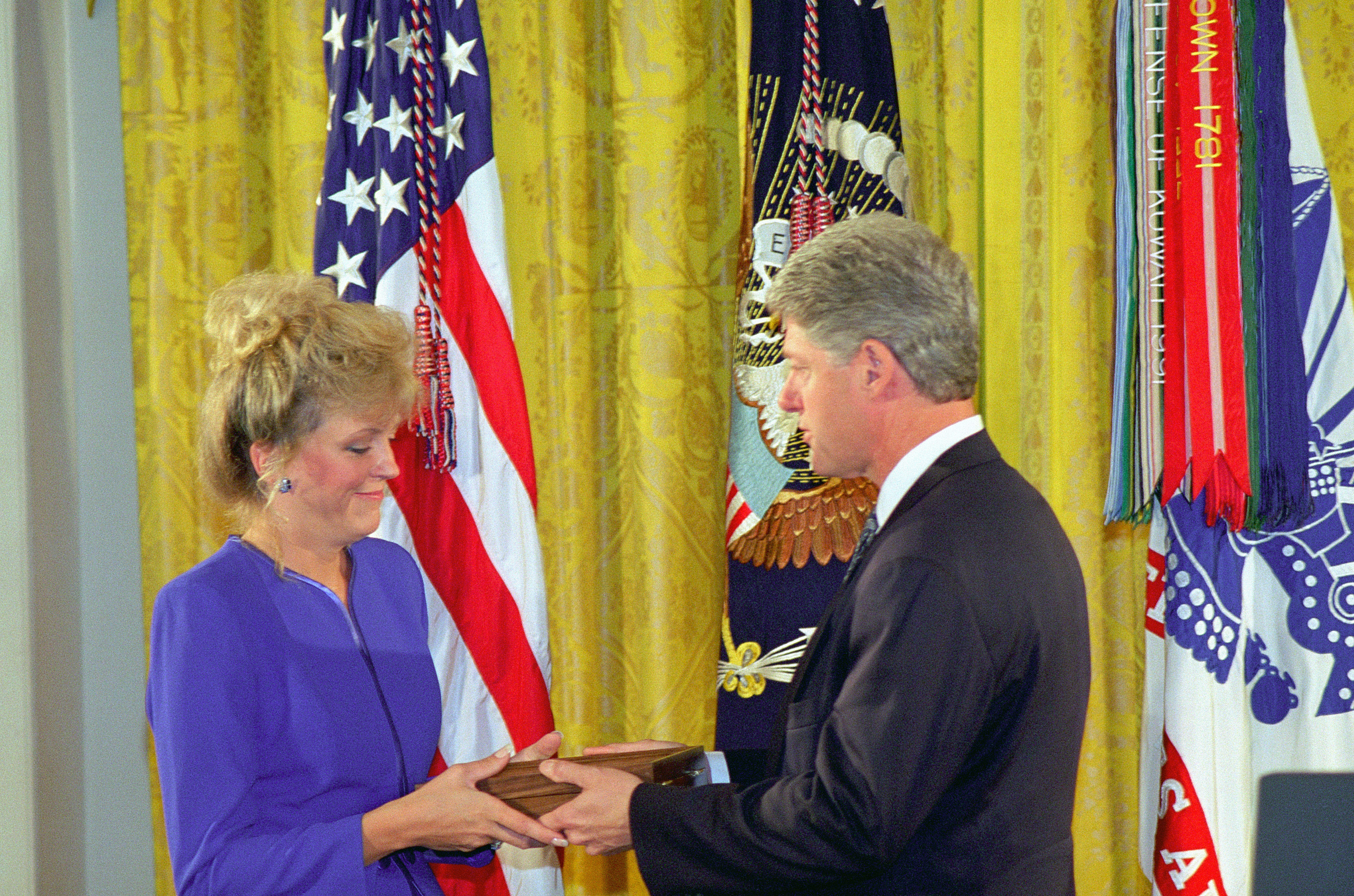
Вручення Медалі Пошани Президентом США Біллом Клінтоном вдові майстер-сержанта Г.Гордона. 23 травня 1994

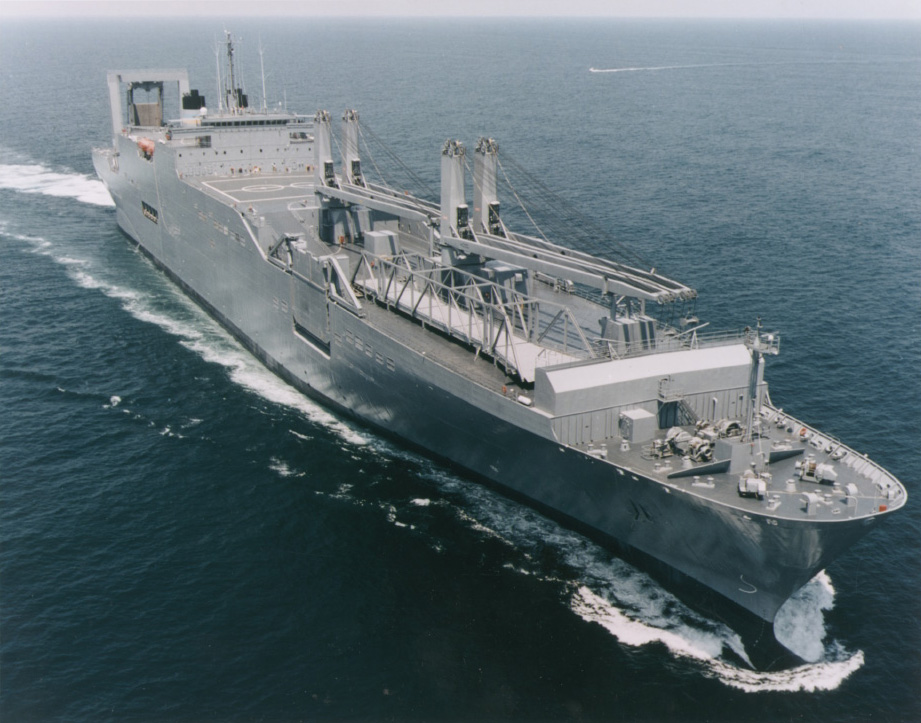
Транспортний корабель військово-морських сил США, названий на честь майстер-сержанта Гері Гордона USNS Gordon (T-AKR-296)

Гері Айвен Гордон (англ. Gary Ivan Gordon) (нар. 30 серпня 1960, Лінкольн, Мен — пом. 3 жовтня 1993, Могадишо) — американський військовослужбовець, майстер-сержант Сил спеціальних операцій армії США, снайпер зі складу 1-го загону спеціальних операцій «Дельта», кавалер Медалі Пошани (посмертно).

## Біографія
Гері Гордон народився 30 серпня 1960 року у невеличкому містечку Лінкольн, штату Мен. У віці 18 років приєднався до служби в армії США, у тому числі в 2-му батальйоні 10-ї групи спеціального призначення, з якого був переведений до 1-го оперативного підрозділу елітної групи спецназу «Дельта» на посаду снайпера.

### Спецоперація в Могадишо
У серпні 1993 року майстер-сержант Гордон разом з товаришами був відправлений до Могадишо (Сомалі) у складі оперативної групи рейнджерів, що отримали завдання впіймати лідера одного з місцевих угрупувань польового командира Мохаммеда Айдіда.
3 жовтня 1993 він брав участь в черговому рейді, очолюючи групу снайперів з трьох чоловік. Група, у складі майстер-сержанта Гері Гордон, сержантів першого класу Ренді Шугарт та Бреда Халлінгса здійснювали прикриття з повітря, знаходячись на борту вертольота, що баражував у повітрі над районом проведення спеціальної операції наземними підрозділами.
У ході рейду американські війська несподівано зіткнулися із запеклим опором сомалійських бойовиків, що значно переважали їх чисельно. Вертоліт MH-60 «Чорний яструб» повітряного управління спеціальною операцією з кодовим позивним «Супер-61» (англ. Super Six One) був збитий з землі вогнем ручного протитанкового гранатомета РПГ-7 та впав у місті. Після того, як був збитий другий вертоліт MH-60 «Чорний яструб» з кодовим позивним «Супер-64» (англ. Super Six Four), пілотований Майклом Дюрантом, ситуація цілком вийшла з-під контролю, оскільки у командувача операцією вже не було ані бойової пошуково-рятувальної команди, щоб витягти 4-х поранених вертолітників з-під вогню, ані резервів, щоб прикрити екіпажу ще одного збитого вертольота.
Гордон запитав дозволу у командування операцією на висадку його та одного з підлеглих йому снайперів Ренді Шугарта біля уламків другого вертольота для охорони важкопоранених пілотів збитого вертольота до підходу наземних сил. З командного центру відповіли відмовою і наказали працювати по наземних цілях з повітря. У вертольоті прикриття усі розуміли, що обороняти збитий «Супер-64» в таких умовах з повітря неможливо, і що якщо озброєний натовп бойовиків прорветься, то навіть тіла мертвих спіткає страшна наруга, не кажучи вже про поранених. Гордон і Шугарт повторно запрошують дозвіл на висадку, повідомляючи в центр, що це єдиний спосіб обороняти збитий вертоліт. Вони фактично беруть на себе відповідальність за це рішення, і цього разу центр дає згоду.
О 16:42 їх висаджують біля збитого «Супер-64», снайпери витягли з кабіни пілотів, що вижили, а потім організували кругову оборону, удвох захищаючи екіпаж від сотень озброєних бойовиків. З'ясувалося, що Дюран і Франк зламали при падінні ноги, а також отримали декілька поранень. Сержант першого класу Бред Халлінгс залишився на борту вертольота, прикриваючи їх з повітря вогнем кулемета.
Навряд чи снайпери з «Дельта» вважали, що зможуть стримувати озброєний натовп нескінченно довго. Але в той момент було зрозуміло, що без їх підтримки у потерпілого крах екіпажу не було жодного шансу. Гордон і Ренді Шугарт мужньо билися, але варто було їм відбити одну хвилю нападаючих, за нею відразу йшла інша.
В цей час колона з трьох машин з бійцями групи «Дельта» і рейнджерами намагалася пробитися на допомогу до них, але продираючись з боєм через численні барикади на вулицях міста, сама потрапила в засідку. Щоб пробитися до вертольота Дюранта їм довелося розділитися на дві групи. Бійці «Дельти» вирушили до вертольота пішки, а транспортна колона з рейнджерами стала шукати об'їзні дороги. Піша група бійців «Дельта» першими підійшла на місце падіння, де тримали оборону спецназівці, але було надто пізно.
О 17:40 незважаючи на героїчні зусилля снайперів «Дельти» захистити поранених пілотів велика група бойовиків оточила льотчиків і знищила їх. Вцілів лише Майкл Дюран, якого врятувала від смерті «міліція Айдіда», захопивши в полон для обміну на прибічників Айдіда, що знаходяться у в'язниці. Гері Гордон і Ренді Шугарт загинули, і їхні розтерзані тіла натовп, що біснувався, протягнув по вулицях Могадишо.

### Наслідки
Офіційно вважається, що Шугарт загинув першим, проте Марк Боуден в книзі «Падіння „Чорного яструба“» висуває припущення, що спочатку загинув Гордон. Пілот вертольота Майкл Дюрант потрапив у полон.
У травні 1994 року Гері Гордон і Ренді Шугарт були посмертно удостоєні Медалі Пошани. Це були перші нагородження цією нагородою з часів війни у В'єтнамі (з 1972 року).
На честь Гордона названо транспортне судно ВМС США.
У фільмі «Падіння „Чорного яструба“» роль Гордона зіграв данський актор Ніколай Костер-Валдау.

### Офіційний текст нагородження Гері Гордона Медаллю Пошани
| «Майстер-сержант Гордон, армія США, 3 жовтня 1993 року діючи як командир снайперської групи оперативної групи рейнджерів командування сил спеціальних операцій армії США в Могадишо, Сомалі, в ході бойового зіткнення з противником продемонстрував неймовірну мужність та самопожертву, що перевищували звичайний службовий обов’язок. Снайперська група майстра-сержанта Гордона, знаходячись під інтенсивним ворожим вогнем з автоматичної зброї та гранатометів, здійснювала прикриття з повітря у ході проведення операції та над місцями падіння 2-х вертольотів. Коли майстер-сержант Гордон з’ясував, що ведення ними вогню з вертольоту, що літає, не забезпечує надійного захисту на місці катастрофи другого вертольоту, він з іншим снайпером добровільно без вагань став наполягати на їх висадці на землю щоб захистити 4-х важкопоранених військових, незважаючи на факт, який вони чітко усвідомлювали, зростаючої чисельності противника, що наближався до міста падіння. Після трьох наполегливих запитів, майстер-сержант Гордон отримав дозвіл від командування на виконання цього завдання. Через ворожий вогонь та складності місцевості перша спроба висадитися не була вдалою. Тоді майстер-сержант Гордон наказав приземлитися на відстані 100 м південніше збитого вертольоту. Озброєний лише штатною снайперською гвинтівкою та пістолетом, вони з товаришем під інтенсивним вогнем противника спромоглися пробитися через руїни до членів екіпажу, які знаходилися в критичному стані. Витягнув із збитого вертольоту пілота та інших вертольотчиків, майстер-сержант Гордон організував кругову оборону, прикриваючи найбільш загрозливі напрямки. Майстер-сержант Гордон застосовуючи гвинтівку та пістолет тримав позицію до тих пір, поки йому вистачало набоїв. Потім він повернувся до збитого повітряного судна, зібравши частку зброї та боєприпасів. Попри те, що в нього самого не було достатньої кількості набоїв, майстер-сержант Гордон залишив їх частину пілоту для самооборони й по радіо запросив про допомогу. Майстер-сержант Гордон продовжував тримати весь периметр, захищаючи екіпаж збитого вертольоту. Після того, як його напарник був смертельно поранений, а боєприпаси закінчилися, майстер-сержант Гордон повернувся до пораненого пілота, віддав йому гвинтівку з п’ятьма останніми набоями та з побажаннями вдачі. Після цього, озброєний лише пістолетом, він продовжував вести нерівний бій, доки не був вбитий. Його відважні дії зберегли пілотові життя. Надзвичайний героїзм, безприкладна відданість своєму обов’язку, нерозривно пов’язані з дотриманням найвищих стандартів військових традицій, що були продемонстровані майстром-сержантом Гордоном, викликають найвизначнішу повагу до нього, його частини та армії Сполучених Штатів.»[4] Оригінальний текст (англ.) Department of the Army, General Orders No. 13 (May 23, 1994) «Master Sergeant Gordon, United States Army, distinguished himself by actions above and beyond the call of duty on 3 October 1993, while serving as Sniper Team Leader, United States Army Special Operations Command with Task Force Ranger in Mogadishu, Somalia. Master Sergeant Gordon's sniper team provided precision fire from the lead helicopter during an assault and at two helicopter crash sites, while subjected to intense automatic weapons and rocket propelled grenade fires. When Master Sergeant Gordon learned that ground forces were not immediately available to secure the second crash site, he and another sniper unhesitatingly volunteered to be inserted to protect the four critically wounded personnel, despite being well aware of the growing number of enemy personnel closing in on the site. After his third request to be inserted, Master Sergeant Gordon received permission to perform his volunteer mission. When debris and enemy ground fires at the site caused them to abort the first attempt, Master Sergeant Gordon was inserted one hundred meters south of the crash site. Equipped with only his sniper rifle and a pistol, Master Sergeant Gordon and his fellow sniper, while under intense small arms fire from the enemy, fought their way through a dense maze of shanties and shacks to reach the critically injured crew members. Master Sergeant Gordon immediately pulled the pilot and the other crew members from the aircraft, establishing a perimeter which placed him and his fellow sniper in the most vulnerable position. Master Sergeant Gordon used his long range rifle and side arm to kill an undetermined number of attackers until he depleted his ammunition. Master Sergeant Gordon then went back to the wreckage, recovering some of the crew's weapons and ammunition. Despite the fact that he was critically low on ammunition, he provided some of it to the dazed pilot and then radioed for help. Master Sergeant Gordon continued to travel the perimeter, protecting the downed crew. After his team member was fatally wounded and his own rifle ammunition exhausted, Master Sergeant Gordon returned to the wreckage, recovering a rifle with the last five rounds of ammunition and gave it to the pilot with the words, "good luck." Then, armed only with his pistol, Master Sergeant Gordon continued to fight until he was fatally wounded. His actions saved the pilot's life. Master Sergeant Gordon's extraordinary heroism and devotion to duty were in keeping with the highest standards of military service and reflect great credit upon him, his unit and the United States Army.» |